# Begijnengang
De Begijnengang is een straat in het Kloosterkwartier, een wijk in de binnenstad van de Nederlandse stad Venlo. De straat loopt in zuidelijke richting van de Gasthuisstraat tot aan de Klaasstraat. Sinds de aanleg van de Sint-Jorisstraat komt het uit op een vijfsprong met de Parade en Grote Kerkstraat. De straat is niet toegankelijk voor autoverkeer.
In 1419 werd er melding gemaakt van de Begynenstraet, terwijl in 1650 de straat Groote Begijnen Ganck werd genoemd.
De straat zal zijn vernoemd naar de zusters Franciscanessen die op deze plek een huis hadden. In 1416 verhuisden zij naar een nieuwgebouwd klooster aan de Nieuwstraat.
De ingang van het Kruisherenklooster bevond zich op de hoek van de Gasthuisstraat met de Begijnengang. Het in 1400 gebouwde klooster liep aan de westzijde van de Begijnengang geheel door tot aan de Klaasstraat.
In 1797 verlieten de Kruisheren Venlo, maar het kloostercomplex bleef nog geruime tijd bestaan. Van 1834 tot 1852 was er de Hogere Stadsschool gevestigd. In 1859 werd het complex afgebroken. Twee jaar later is er het Sint-Josephziekenhuis gevestigd. In de Tweede Wereldoorlog werd het complex bij een bombardement compleet verwoest en 1965 kwam er een Cultureel Centrum. Hierin is de Venlose openbare bibliotheek gehuisvest. Rondom dit gebouw ligt nu de Kruisherenstraat, naar het klooster dat hier voorheen lag.
Van 1783 tot 1917 was in de Begijnengang de bierbrouwerij De Hoepel gevestigd.